# 日本本土の戦い

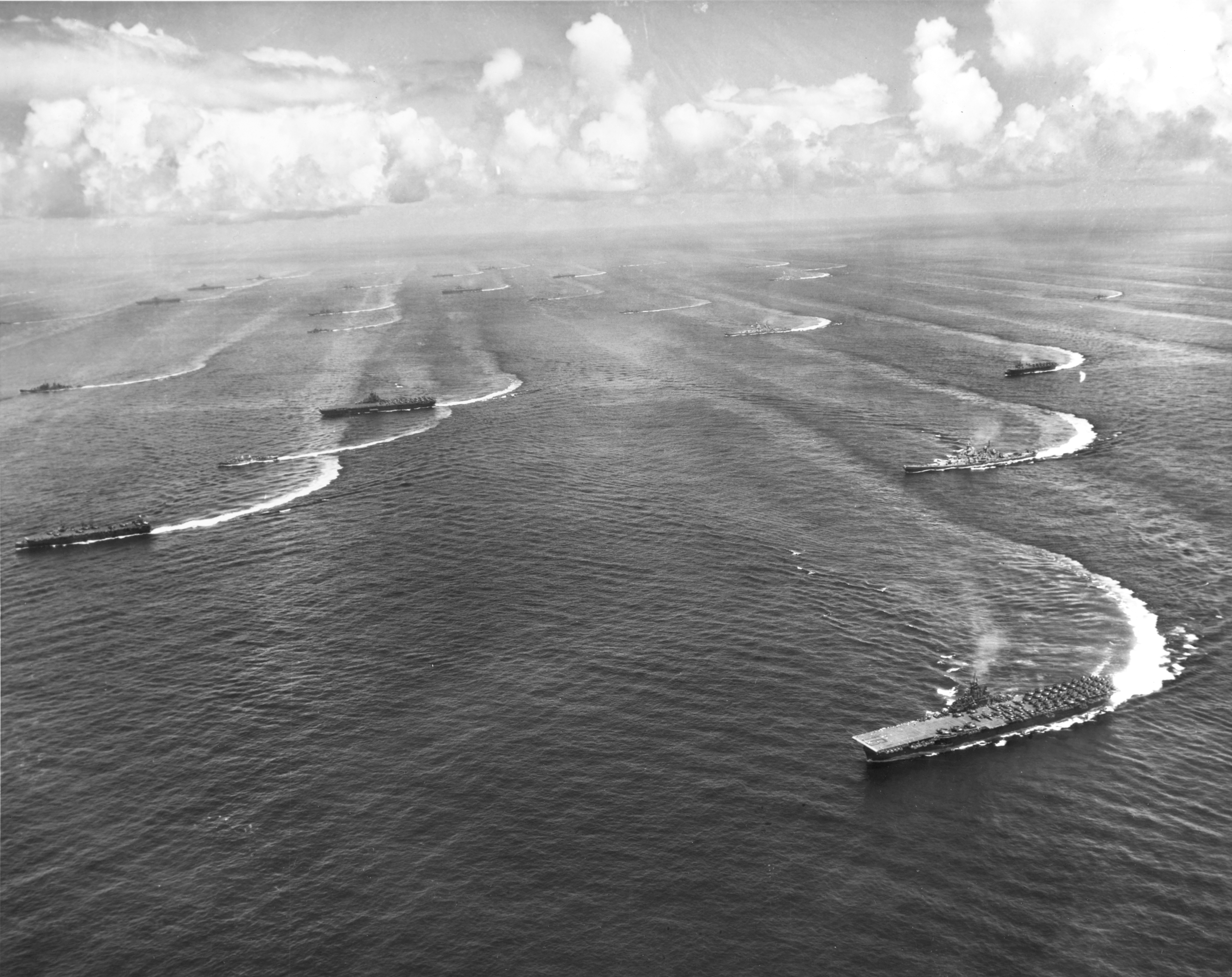
1945年8月、東京湾での第38機動部隊

日本本土の戦い（にほんほんどのたたかい）は、第二次世界大戦期における連合国軍（アメリカ軍・イギリス軍・ソ連軍）の日本本土への侵攻によって起きた戦闘。
連合軍側の攻撃計画については、下記記事を参照のこと。

## 概要
フィリピンの戦いで連合艦隊と30万人の守備隊が壊滅し、油田地帯を失ったことで戦争の勝敗は明らかとなった。大本営は日本有利な講和の道を詮索するため、米軍に少しでも多くの打撃を与えることのみを考えた。そのため一億玉砕を訴え、6月には義勇兵役法を定め国民2600万人を徴兵した。特別攻撃はますます本格化した。

## 日本本土空襲

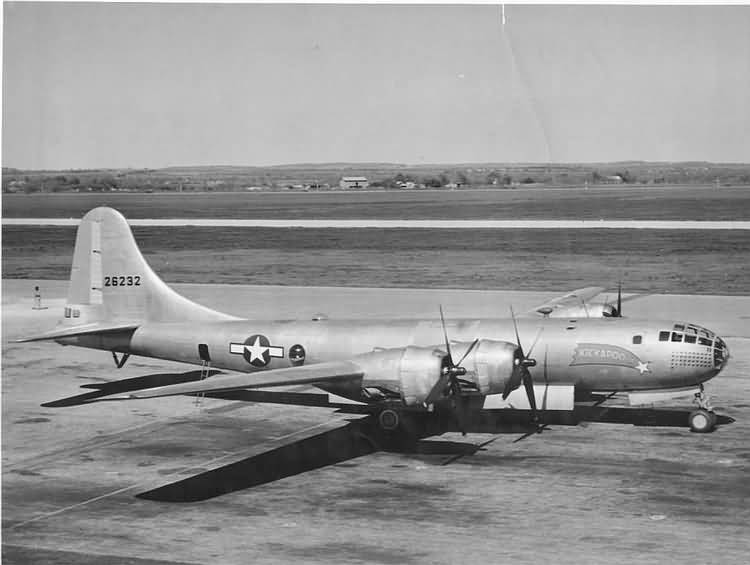
B-29戦略爆撃機

1944年（昭和19年）11月にサイパン島が占領され、サイパン基地から発進したB-29による本土空襲が開始された。軍需工場だけでなく民間施設も空襲を受け、終戦までに582,873人の死者、行方不明者と344,820人の負傷者を出した。性能の劣る日本機ではB-29に対抗することは極めて困難であったため、各地で航空機による体当たり攻撃が行われた。航空機用の燃料不足と本土決戦に向けた温存策から、次第に迎撃は行われなくなった。終戦までに700機を撃墜したが、日本全土は焦土と化した。

### 東京大空襲

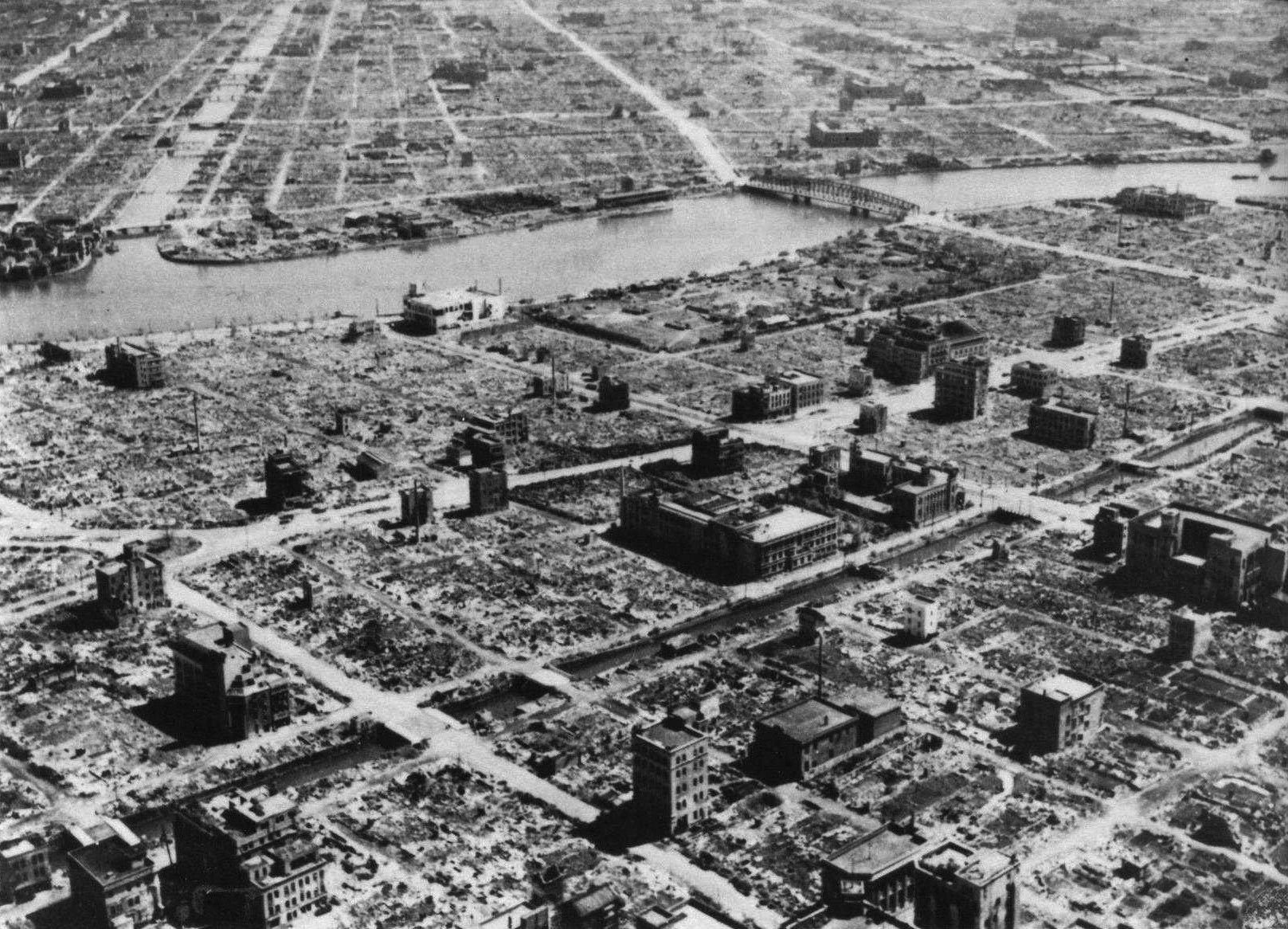
3月10日、空襲により焦土と化した東京

3月10日に東京がB-29、325機による大空襲、無差別爆撃を受けた。米軍は既に日本軍の防空能力は皆無であると判断し、迎撃銃器を全て外した上で軽量となった分多くの焼夷弾を搭載した。日本の家屋は木と紙で出来ていたため燃え易く、投下されると30メートル四方に高熱のナパームを噴出する焼夷弾が雨のごとく投下され、またたく間に東京全土は火の海と化した。民間人の死者は10万人を超え、東京の3分の1が焼失した。

### 呉軍港空襲
3月19日、7月24日、25日に連合艦隊の母港である呉が艦載機1,300機による空襲を受けた。海軍のエース・パイロットを集結させた第三四三海軍航空隊が迎撃に向かい74機撃墜を報じたが、残存していた艦隊は壊滅した。

### 原爆投下
8月には、広島市と長崎市へ原子爆弾が投下された。多くの民間人が死亡した。

## 硫黄島の戦い
1945年(昭和20年)2月16日に硫黄島に米軍が上陸した。日本軍は2万人の兵力で、優勢な火力を擁する7万人の米軍を相手に戦う事態となった。硫黄島の日本軍は1,023人の捕虜を除いて全滅したが、栗林忠道中将の優れた指揮により米軍に28,686人もの損害を与えた。

## 沖縄戦

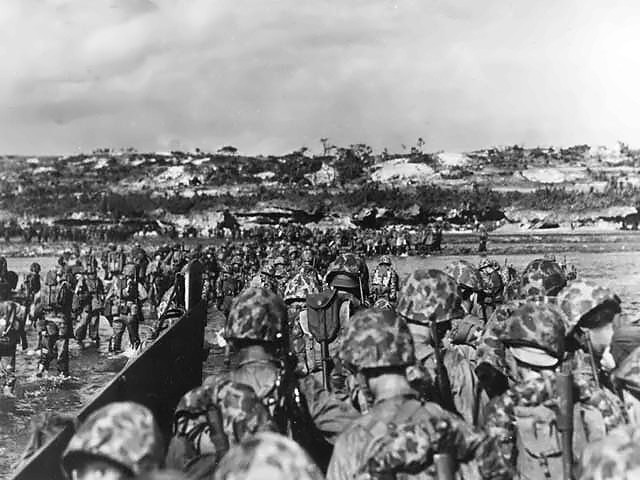
3月26日、沖縄に上陸する海兵隊

3月26日に沖縄県慶良間諸島に米軍が上陸、死守しようとする日本軍との間で戦闘が始まった。その後主戦場は沖縄本島に移り、民間人をも巻き込んだ戦闘は、軍民合わせ188,136人もの死亡者を出した。米軍も51,429人の損害（死者・負傷者）を出し、硫黄島で大損害を出したことも相まって、計画されていたダウンフォール作戦を実施した場合、両軍共に甚大な損害を被ると予想し、原爆投下を推し進める参謀が増えた。

### 菊水作戦

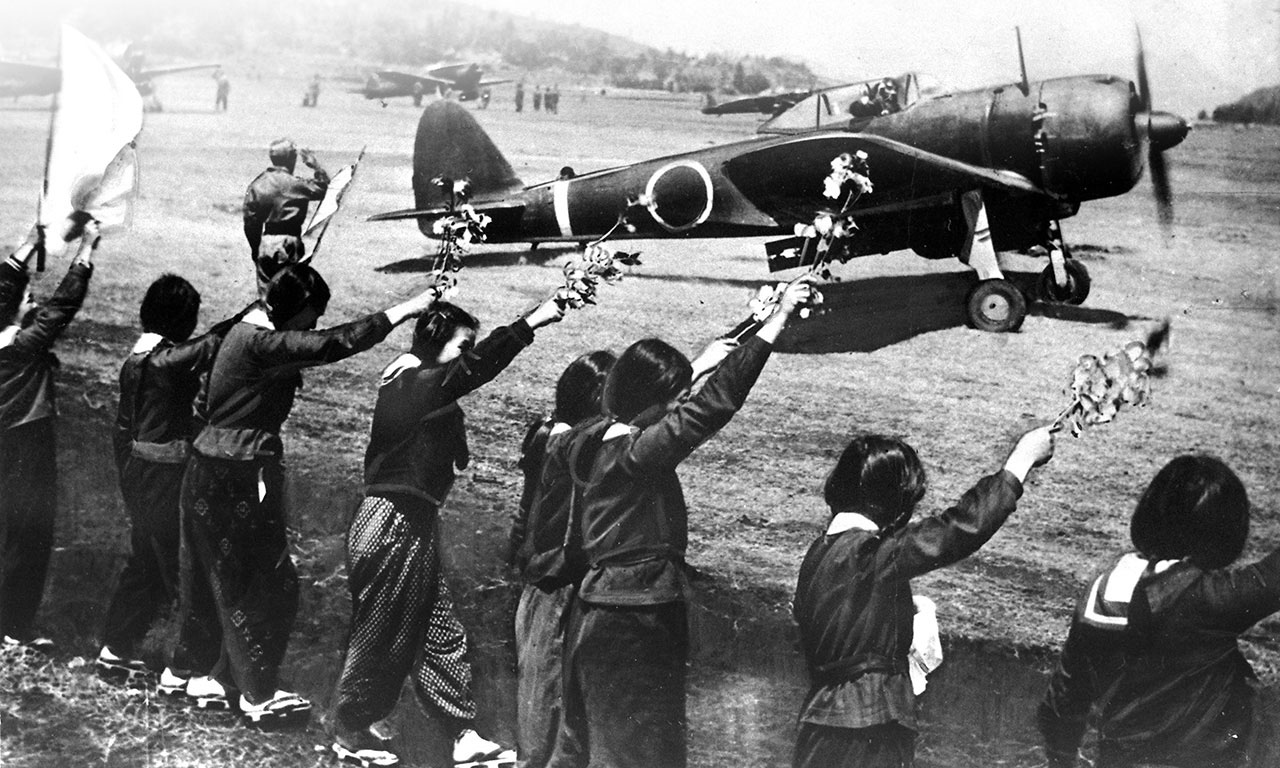
知覧飛行場から出撃する特攻機を見送る女学生たち

4月6日から6月22日にかけて、沖縄の救援のため陸海軍から集められた特攻機1,827機による特別攻撃が決行された。初の特攻がレイテ沖海戦で行われたとき、海軍攻撃機が護衛空母「セント・ロー」を撃沈する戦果を挙げていたため、特攻攻撃は大きな効果があると判断されたのである。結果的に218隻に損傷を与えたものの、艦船の防空能力が増していたため突入前に撃墜されたり、レーダー探知で直援機の攻撃を受けたりすることが多く、また命中しても爆弾一発では弾薬庫に引火しない限り撃沈することはなかった。結果として防御陣形の奥に守られていた正規空母、戦艦にダメージを与えるも撃沈はできなかったが、神風攻撃は米軍兵士に多大な恐怖心を与えて戦争神経症になる者が続出した。

### 大和特攻

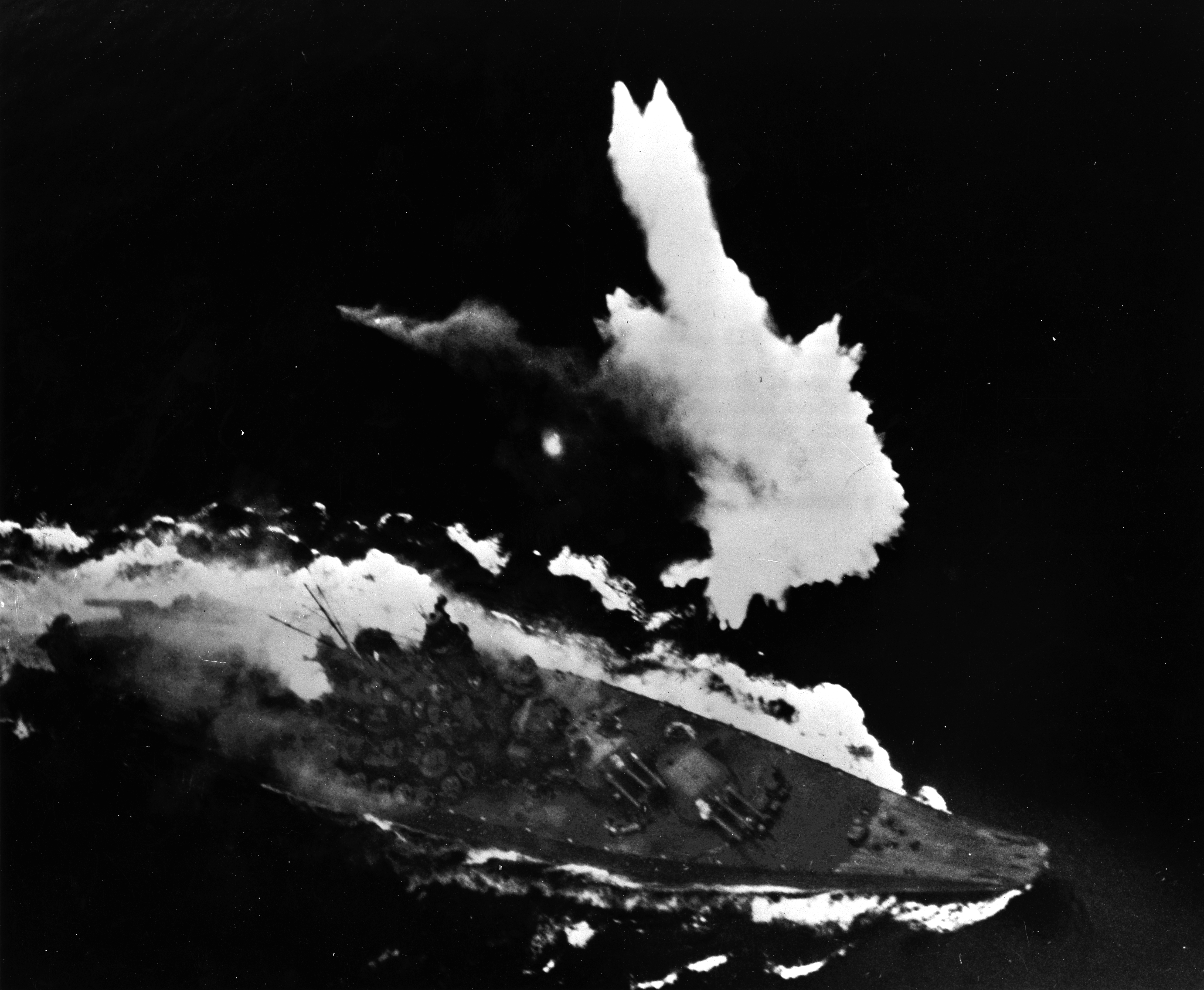
空襲を回避しながら沖縄の救援に向かう大和

4月7日には、一億玉砕を訴える軍部により、総特攻の先駆けとして戦艦大和が沖縄へ水上特攻を決行。航空援護は殆どなく、大和の他に護衛の軽巡洋艦・駆逐艦からなる合計僅か10隻の艦隊による単独強襲という無謀な作戦であり、沖縄へ向かう途中で米艦載機386機による空襲を受け大和を含む6隻が撃沈され、残存艦艇も作戦を中止し撤退した。米国側資料によれば、魚雷15本と爆弾10発以上が命中し、弾薬庫に引火したのち大爆発を起こして轟沈した。

## 本土の海上封鎖
アメリカ軍が潜水艦、硫黄島や沖縄からの陸上航空機、機動部隊搭載機などにより、日本本土周辺の通商破壊を行った。特に3月末から飢餓作戦の名のもとに行われた機雷敷設が、港湾を次々と使用不能に陥れた。潜水艦は、バーニー作戦を皮切りとして最後の聖域だった日本海にまで侵入し、残り少なくなった日本商船を沈めた。水上艦艇でさえも相模灘のような近海まで出没し、1945年7月22-23日の海戦などが発生している。
日本軍は日号作戦を発動して、日本海経由での食糧輸送を継続しようとしたが、次第に困難となった。南方からの米輸入、満州からの雑穀や岩塩の移入、北海道からのジャガイモの輸送などができなくなったこと、燃料欠乏と漁船すら攻撃されることから漁業も難しくなったことなどで、都市部を中心に日本国民の食糧事情は悪化した。食糧配給量の切り下げが相次いだ。

## ソ連対日参戦
5月にドイツを降伏させたソ連は、8月に日本に宣戦布告した。満州、樺太・千島列島に侵攻した。戦力の多くを太平洋方面の戦闘や本土決戦準備で抽出されていた日本の関東軍は、圧倒的な戦力で侵攻するソ連軍に蹂躙された。植民地であった満州国で多くの日本人が犠牲になり、内地である樺太、千島列島でも多くの住民らが自決した。原爆投下とソ連参戦を機に、ついに日本はポツダム宣言受諾を決定し通告した。
その後、ソ連は11日に樺太侵攻（樺太の戦い）、18日になって千島列島の北端である占守島にも奇襲侵攻した（占守島の戦い）。守備隊は占守島を死守し、21日にはソ連は停戦調停に合意した。これによりソ連の侵攻は大幅に遅れ、その間に米軍の北海道進駐が完了したため、ソ連の侵攻を避けることが出来た。ソ連は北海道を共産圏として支配することを目標としており、占守島が占領された場合ソ連の北海道進駐が可能となった可能性が高いため、占守島の守備隊がソ連による北海道分割統治を阻止したと考えられている。

## 本土決戦
日本軍は1945年中か、46年初頭には米軍が未曾有の大軍を用いて九州及び関東に上陸してくると考え、そのための防衛準備を整えていた。作戦名は「決号作戦」と呼ばれた。根こそぎ動員で整備された陸軍315万人、海軍150万人、国民義勇戦闘隊2600万人が玉砕戦法により本土を死守すると定められていた。そのために特攻兵器を中心に数々の新兵器の開発が進んでおり、終戦時には多くが生産直前になっていた。しかし、兵器の量産は原料欠乏や設備不足、熟練工員の喪失などからもはや困難で、正規陸軍部隊でも新設部隊の多くには小銃すらわたらず、国民義勇戦闘隊に至っては農具や竹槍で武装するしかなかった。

## 終戦

ポツダム宣言に調印する梅津美治郎

大日本帝国は8月14日にポツダム宣言を受諾した。終戦が行われなかった場合、ダウンフォール作戦によって九州に30万、東京に100万の米兵が上陸し、日本は東西南北に分割されそれぞれアメリカ、イギリス、中華民国、ソ連の支配下に置かれる計画が立てられていた（日本の分割統治計画）。